# Furutaka (lớp tàu tuần dương)
Lớp tàu tuần dương Furutaka (tiếng Nhật: 古鷹型巡洋艦 - Furutaka-gata junyōkan) là một lớp tàu tuần dương hạng nặng bao gồm hai của chiếc Hải quân Đế quốc Nhật Bản. Chúng được sử dụng trong Chiến tranh Thế giới thứ hai, và cả hai đều bị đánh chìm cùng trong năm 1942.

## Mô tả

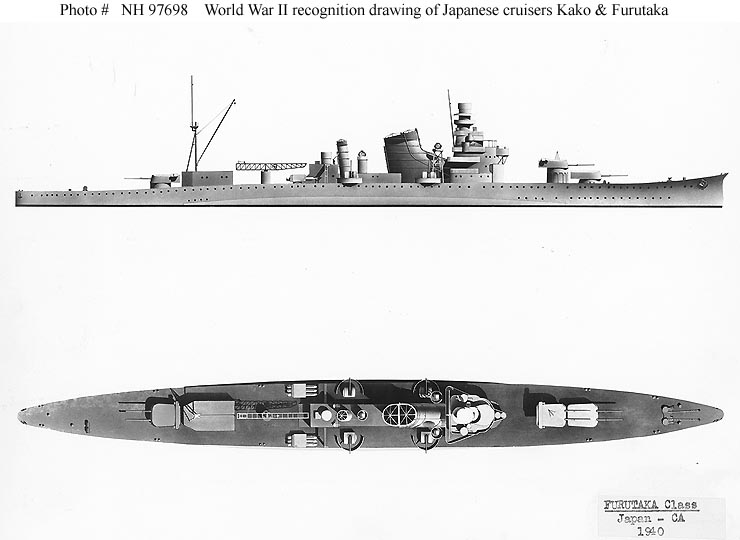
Sơ đồ Furutaka như nó hiện hữu vào giai đoạn Chiến tranh Thế giới thứ hai.

Những tàu tuần dương thuộc lớp Furutaka là những tàu tuần dương hạng nặng đầu tiên của Hải quân Đế quốc Nhật Bản. Chúng hầu như tương tự như những chiếc thuộc lớp Aoba sau đó. Lớp Furutaka thuộc thế hệ đầu tiên của những tàu tuần dương hạng nặng tốc độ cao của Hải quân Nhật; được dự tính để đối đầu cùng những chiếc tàu tuần dương trinh sát thuộc lớp Omaha của Hải quân Mỹ và lớp Hawkin của Hải quân Anh. Chúng được phát triển dựa trên thiết kế thử nghiệm được bắt đầu bởi chiếc tàu tuần dương Yūbari. Mặc dù được thiết kế để tối thiểu hóa trọng lượng, và lớp vỏ giáp chỉ đủ để bảo vệ chống lại đạn pháo 152 mm (6 inch), lượng rẽ nước của con tàu lại tỏ ra quá tải trầm trọng.
Hai chiếc tàu chiến này được xem là những "tàu tuần dương trinh sát", được thiết kế để mang theo máy bay. Tuy nhiên, việc thiếu sót một máy phóng đã buộc phải phóng thủy phi cơ từ mặt nước cho đến khi chúng được cải tiến vào những năm 1932-1933.

## Những chiếc trong lớp
| Tàu             | Đặt lườn             | Hạ thủy             | Hoạt động           | Số phận                           |
| Furutaka (古鷹) | 5 tháng 12 năm 1922  | 25 tháng 2 năm 1925 | 31 tháng 3 năm 1926 | Bị đánh chìm 11 tháng 10 năm 1942 |
| Kako (加古)     | 17 tháng 11 năm 1922 | 4 tháng 4 năm 1925  | 20 tháng 7 năm 1926 | Bị đánh chìm 10 tháng 8 năm 1942  |